# Науброук

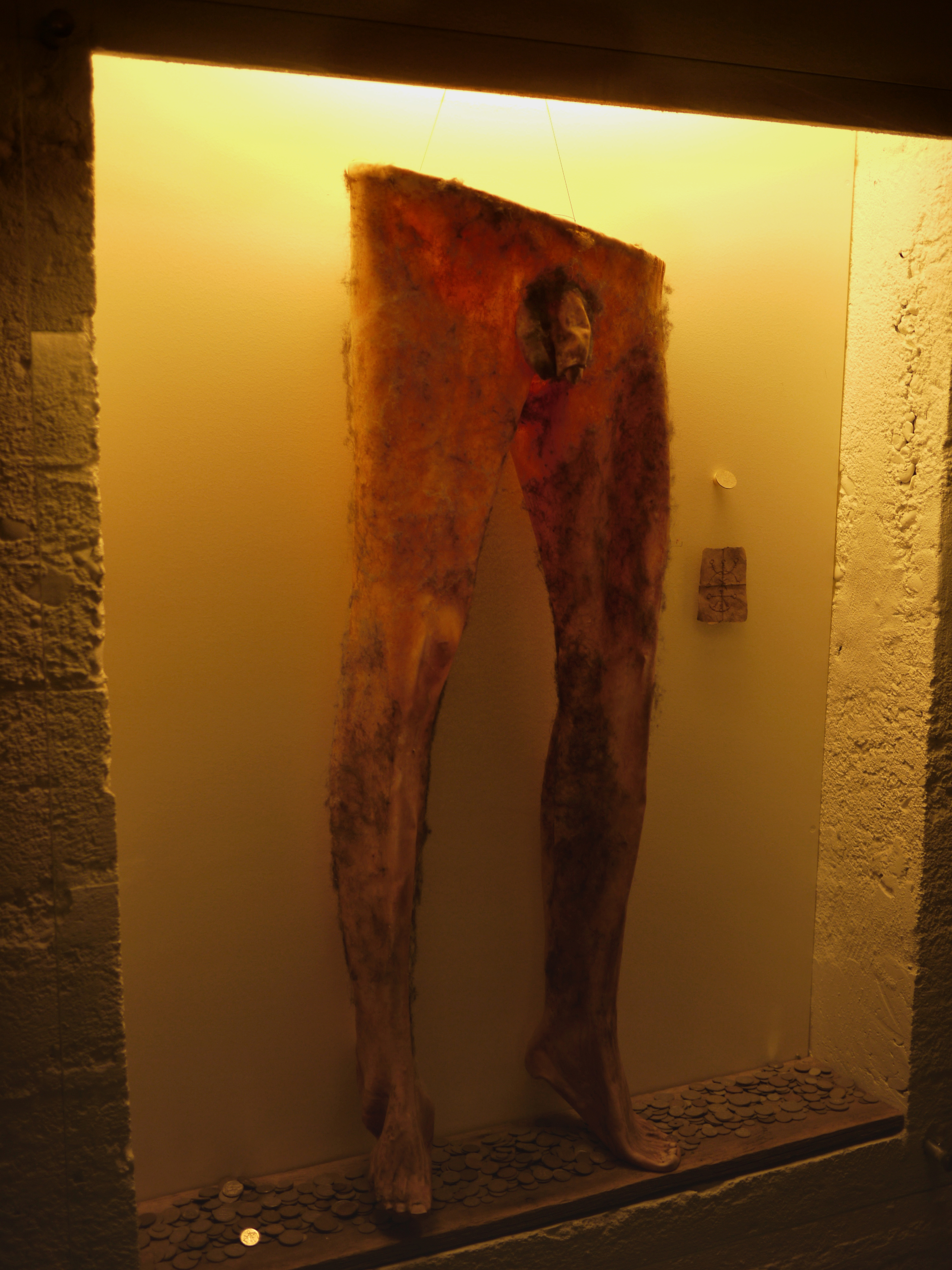
Реплика науброука в Музее исландского колдовства и чёрной магии. Справа находится магический символ необходимый для ритуала, у ног разбросаны монеты.

Науброук (исл. nábrók, буквально «некроподштанники») — нижние штаны, сделанные из кожи мертвеца, служащие в исландской народной магии XVII в. средством привлечения неограниченного количества денег.

Nábrókarstafur (Гальдрастав для науброука)

Ритуал изготовления науброука начинается с получения у живого человека разрешения использовать его кожу после смерти. После того, как его похоронят, нужно вырыть тело и содрать с трупа кожу ниже пояса одним куском, без царапин и порезов. Если надеть получившиеся штаны, они пристанут к коже и станут частью тела надевшего. Далее нужно украсть у бедной вдовы монету (на Рождество, Пасху или Троицын день) и засунуть её в мошонку вместе со специальным гальдраставом nábrókarstafur, написанном на листке бумаги. Пока монета будет в мошонке, она будет притягивать к себе деньги, так что мошонка никогда не опустеет. Чтобы не попасть в ад, владелец должен при жизни уговорить кого-нибудь забрать эти штаны себе, причем новый владелец должен надеть правую штанину науброука, пока прежний владелец не снял с себя левую. Так науброук сможет притягивать деньги в течение нескольких поколений. Если же владелец не сумеет передать штаны следующему, после смерти всё его тело заледенеет.
Единственный сохранившийся науброук (по другим данным, качественная реплика) хранится в Музее исландского колдовства и чёрной магии (The Museum of Icelandic Sorcery & Witchcraft) в Хоульмавике.